# Grębów (Basses-Carpates)
Pour les articles homonymes, voir Grębów.
Grębów est une localité polonaise, siège de la gmina de Grębów, située dans le powiat de Tarnobrzeg en voïvodie des Basses-Carpates.